# Ulrich Pinner
Ulrich "Uli" Pinner (Zittau, 7 febbraio 1954) è un ex tennista tedesco.
Ha vinto in singolare due tornei del circuito maggiore e ha raggiunto il 19º posto del ranking ATP nell'agosto 1979. Nato in Germania Est, ha rappresentato la Germania Ovest tra i professionisti. Ha giocato nella squadra di Coppa Davis della Germania Ovest tra il 1976 e il 1982. È stato il nº 1 tra i tennisti tedeschi nel ranking ATP tra il 1978 e il 1980.

## Carriera

### Inizi
Impara a giocare a tennis dalla madre. Nel 1972 vince i campionati nazionali giovanili in singolare e in doppio e nel 1973 vince il titolo sia ai campionati juniores che a quelli assoluti. Nel maggio 1973 fa il suo esordio tra i professionisti al torneo di Stoccarda, che a quel tempo faceva parte della categoria Challenger, e viene eliminato al turno di esordio. A fine mese viene eliminato al secondo turno di qualificazione agli Open di Francia. A giugno prende parte al suo primo torneo del Grand Prix ed esce di scena nei quarti di finale. La settimana dopo perde contro Ross Case al primo turno del prestigioso German Open di Amburgo. A luglio disputa la sua prima semifinale Challenger a Düsseldorf e viene sconfitto da Hans-Jürgen Pohmann. A dicembre perde nei quarti al Challenger di Brisbane.

### 1974-1975, prime semifinali Grand Prix, terzo turno a Wimbledon e top 50
Fa il suo esordio nel main draw di una prova del Grande Slam agli Australian Open ed esce al primo turno. Nel corso della stagione 1974 esordisce con sconfitte al primo turno anche al Roland Garros e a Wimbledon. A ottobre supera il nº 25 del ranking François Jauffret al Madrid Tennis Grand Prix e viene eliminato al terzo turno da Manuel Orantes. A fine anno raggiunge i quarti al South Australian Open.
Vince il primo match in uno Slam agli Australian Open 1975 e viene sconfitto al secondo turno da Jimmy Connors. Nel periodo che segue disputa per due volte i quarti di finale in tornei del Grand Prix e ad aprile entra nella top 100, in 88ª posizione. Il mese successivo disputa la prima semifinale a Monaco di Baviera e raccoglie solo quattro giochi contro Guillermo Vilas. Sale alla 50ª posizione raggiungendo il terzo turno al torneo di Wimbledon e altre due semifinali a Kitzbühel e a Hilversum.

### 1976-1977, esordio in Coppa Davis e discesa nel ranking
Nell'aprile del 1976 esordisce in Coppa Davis aggiudicandosi entrambi i singolari nella sfida vinta 5-0 contro la Danimarca. Due settimane dopo conquista l'unico punto tedesco nel confronto con l'Unione Sovietica. Raggiunge il terzo turno sia al Roland Garros che a Wimbledon, dove elimina il nº 31 mondiale Wojciech Fibak. Nel 1977 vince pochi incontri e a luglio scende al 166º posto mondiale.

### 1978, primo titolo Grand Prix e 33º nel ranking
L'esordio stagionale del 1978 avviene solo ad aprile. A luglio si ritira durante la semifinale del Swiss Open Gstaad e vince il suo primo torneo al successivo Stuttgart Open superando in finale Kim Warwick per 6-2, 6-2, 7-6, risultato con cui porta il miglior ranking al 34º posto mondiale, diventando il primo tra i tennisti tedeschi. Raggiunge per quattro volte i quarti di finale nel prosieguo della stagione e a dicembre sale al 33°. Quell'anno consegue il risultato più significativo in doppio della carriera raggiungendo con Rolf Gehring la semifinale al Madrid Grand Prix, persa contro Wojciech Fibak / Jan Kodeš dopo il successo nei quarti su Paolo Bertolucci / Adriano Panatta.

### 1979, un titolo e una finale Grand Prix, 19º nel ranking
Inizia il 1979 a fine marzo raggiungendo i quarti sul sintetico dello Stuttgart Indoor. Alla Nations Cup di Düsseldorf sconfigge il nº 21 ATP Raúl Ramírez, perde gli altri due incontri disputati e la Germania Ovest viene eliminata da terza del girone. Ad Amburgo consegue una delle vittorie più prestigiose in carriera eliminando il nº 12 del mondo Manuel Orantes e perde al quinto set la semifinale contro il nº 9 Harold Solomon; a fine torneo porta il miglior ranking al 25º posto. A luglio disputa due finali consecutive, vince quella di Gstaad contro Peter McNamara per 6-2, 6-4, 7-5 e raccoglie solo 6 giochi in quella di Stoccarda contro Tomáš Šmíd. Lo stesso Šmíd lo sconfigge anche nella semifinale del successivo Dutch Open e Pinner sale al 19º posto mondiale, che resterà il suo miglior ranking in carriera. Disputa solo due tornei negli ultimi cinque mesi del 1979.

### 1980, discesa in classifica
Fa l'esordio stagionale del 1980 nella vittoriosa sfida di Coppa Davis contro la Spagna e supera in tre set il nº 7 del mondo José Higueras, primo top 10 sconfitto in carriera. Ha quindi inizio un momento negativo, gioca altri tredici tornei in stagione senza mai superare il secondo turno e vincendo in totale solo cinque incontri, sui quali spicca la sua seconda vittoria contro Orantes. Il 26 maggio perde la prima posizione tra i tedeschi nel ranking, a luglio esce dalla top 100 e all'inizio del 1981 scende al 167º posto.

### 1981, una semifinale Grand Prix, due titoli Challenger e rientro in top 100
La Germania Ovest perde per 3-2 la prima sfida della Coppa Davis 1981 contro l'Argentina, ma Pinner si mette in luce sconfiggendo il nº 10 del mondo José Luis Clerc e strappando un set a Guillermo Vilas. Torna comunque a giocare nei Challenger e ad aprile vince il suo primo torneo in questa categoria a Barcellona senza perdere alcun set. Vince tutti gli incontri disputati in Nations Cup contro il veterano Stan Smith, Paul McNamee e Paolo Bertolucci, ma la Germania Ovest non accede alla finale. Al Grand Prix di Monaco di Baviera perde in semifinale contro il vincitore del torneo Chris Lewis. Rientra nella top 100 a luglio vincendo il Challenger di Travemunde e, nonostante giochi solo alcuni altri rari incontri, a ottobre risale alla 70ª posizione.

### 1982-1984, ultimi anni
Nel marzo 1982 gioca e perde i due singolari in Coppa Davis nella sconfitta per 5-0 contro la Cecoslovacchia; sarà la sua ultima apparizione in Coppa Davis e chiude con un bilancio di 14 vittorie e nove sconfitte, di cui dodici e otto in singolare. Nella prima parte della stagione non vince più di un incontro a torneo e tra le vittorie vi sono quelle su Orantes in World Team Cup e su Tim Mayotte al Roland Garros. Si mantiene comunque nella top 100 per tutta la stagione, a luglio batte il nº 19 ATP Buster Mottram e torna a disputare una semifinale Grand Prix allo Stuttgart Open, persa al terzo set contro Ramesh Krishnan. Esce definitivamente dalla top 100 nel gennaio 1983, stagione nella quale vince un solo incontro nel circuito Grand Prix e fa la sua ultima apparizione in un torneo del Grande Slam al Roland Garros. Scende nel ranking e all'inizio del 1984 si trova fuori dalla top 200; quell'anno gioca un solo incontro – l'ultimo da professionista – perdendo al primo turno del Neunkirchen Challenger 1984. Durante la carriera ha giocato anche nei campionati tedeschi di club per la squadra Blau-Weiß di Neuss.

## Statistiche

### Singolare

#### Vittorie (2)
| N. | Data           | Torneo                    | Superficie  | Avversario in finale | Punteggio     |
| 1. | 23 luglio 1978 | Stuttgart Open, Stoccarda | Terra rossa | Kim Warwick          | 6-2, 6-2, 7-6 |
| 2. | 15 luglio 1979 | Swiss Open, Gstaad        | Terra rossa | Peter McNamara       | 6-2, 6-4, 7-5 |

#### Finali perse (1)
| N. | Data           | Torneo                    | Superficie  | Avversario in finale | Punteggio     |
| 1. | 22 luglio 1979 | Stuttgart Open, Stoccarda | Terra rossa | Tomáš Šmíd           | 4-6, 0-6, 2-6 |

### Tornei Challenger

#### Singolare

##### Vittorie (2)
| N. | Data          | Torneo                           | Superficie  | Avversario in finale | Punteggio     |
| 1. | 5 aprile 1981 | Barcelona Challenger, Barcellona | Terra rossa | Miguel Mir           | 6-3, 6-1      |
| 2. | 5 luglio 1981 | Travemunde Open, Travemünde      | Terra rossa | Peter Elter          | 6-4, 4-6, 6-3 |